# Я тоже хочу
«Я то́же хочу́» — российский драматический фильм 2012 года.
Четырнадцатый и последний полнометражный фильм режиссёра Алексея Балабанова. В нём режиссёр осмысливает проблему ухода человека из жизни. Балабанов появляется в кадрах фильма в эпизодической роли. С этого времени в интервью он стал намекать на скорую смерть и говорил, что это будет его последний фильм.
Мировая премьера фильма состоялась в программе «Горизонты» 69-го Венецианского кинофестиваля.

## Сюжет
Фильм описывает путешествие пяти человек к мистической Колокольне счастья, которая, по слухам, находится в некой «зоне», где-то между Санкт-Петербургом и Угличем, в которой высокий уровень радиоактивного заражения, и местное население в одночасье погибло. Колокольня «принимает» не всех и никто никогда не возвращался из этой «зоны».
Так пятеро очень разных по своей природе людей — Музыкант, Бандит, его друг-алкоголик Матвей, которого они похищают из психиатрической клиники, старик-отец Матвея, а также подобранная по дороге девушка-проститутка Люба, которой все равно куда ехать, едут в это загадочное место, чтобы обрести счастье. На протяжении пути, который и занимает половину фильма, перебиваясь на кадры машины снаружи и с музыкой группы «АукцЫон» на фоне, они пьют водку, обсуждают баню, армию, различные жизненные истории бандита, связанные с многочисленными убийствами, алкоголизм Матвея и его любовь к актрисе.
На блокпосте, окружающем аномальную зону, их предупреждают, что они могут не вернуться, но в целом не препятствуют. Сразу за оцеплением уличное лето переходит в самую настоящую зиму. Бандит говорит девушке, что женщин туда не пускают, или пускают голыми (хоть это и не правда), и они высаживают ее. Немного подумав, она раздевается догола и упорно бежит по морозу к своему счастью. Герои продолжают путь на машине с нарочито подчеркнутой будничностью происходящего: их не удивляет ни смена времени года, ни трупы людей на улицах, и даже приезд к концу проезжей дороги вызывает у них лишь легкий ропот на необходимость одеваться в теплые куртки посреди ночи. Они ненадолго подбирают внутри зоны легко одетого подростка, в котором Музыкант узнал героя телепередачи, увиденной им утром в баре, который говорит им пророческие вещи: музыканту — что его возьмут, бандиту — что не возьмут, Матвею — что его могут взять, но он не пойдет, а его отцу — что взяли бы, но он не дойдет. Параллельно героям оставленная Люба ищет свой путь к счастью: пережидает непогоду в разрушенном храме, ночует в соломе и идет на свет костра героев. Когда они встречаются, бандит извиняется за свою шутку и снимает с одного из рядом лежащих тел куртку, чтоб согреть Любу. Герои продолжают обсуждать новые истории, религию и прочее. Люба уходит погреться в машину и обнаруживает, что отец Матвея умер. Все уходят дальше, кроме Матвея: он остается копать топором и саперной лопатой могилу для отца, рядом с которой остается лежать в снегу.
К рассвету по замерзшей реке герои приходят к той самой Колокольне счастья. Люба и музыкант входят внутрь и исчезают в вспышке света, а с бандитом ничего не происходит и он возвращается наружу, где сидит еще один человек (которого играет сам Балабанов). Тот представляется режиссером и предлагает им сходить в церковь, мол, может оттуда возьмут, по пути упоминая и того самого встреченного мальчишку, «которого взяли, даже до колокольни не дошел». В церкви ничего не происходит, и они снова возвращаются к часовне. Когда они сидят, режиссер начинает рассказывать случай из молодости, но внезапно скорчивается и умирает. Бандит переступает через него и снова входит внутрь часовни с криком «Я ТОЖЕ ХОЧУ!!!», после чего тоже падает замертво (или просто лежит от отчаяния).

## В ролях

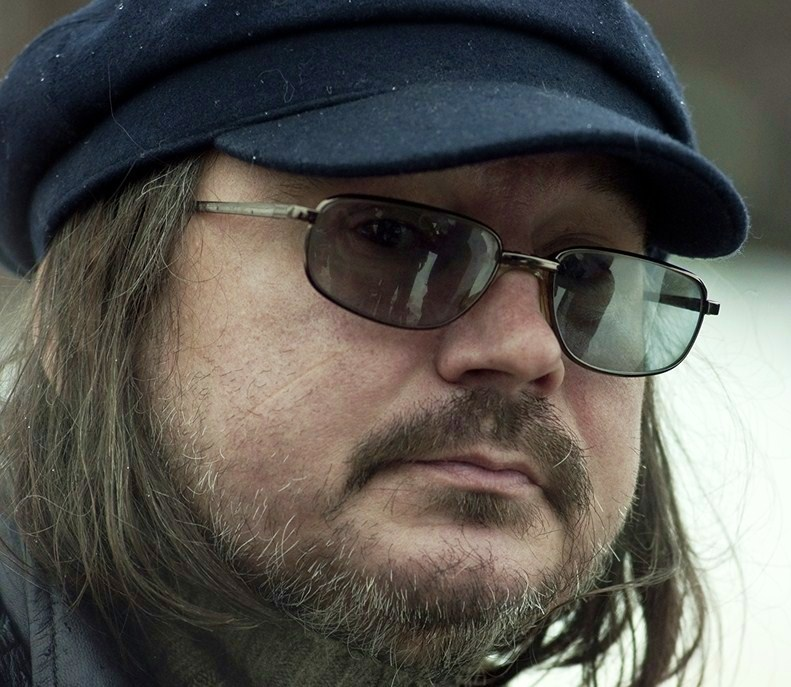
Алексей Балабанов

| Актёр             | Роль        |
| ----------------- | ----------- |
| Александр Мосин   | Бандит      |
| Олег Гаркуша      | Музыкант    |
| Юрий Матвеев      | Матвей      |
| Алиса Шитикова    | Люба        |
| Виктор Горбунов   | Отец Матвея |
| Алексей Балабанов | Режиссёр    |
| Пётр Балабанов    | Мальчик     |
| Авдотья Смирнова  | Ведущая     |
| Сергей Шолохов    | Ведущий     |

## Создание
Съёмки фильма «Я тоже хочу» начались 25 февраля 2012 года в селе Еськи Бежецкого района Тверской области. В качестве Колокольни счастья использовалась ветхая колокольня Запогостской церкви (Вологодская область, Шекснинский район), построенной в начале XIX века. По словам Алексея Балабанова, именно «покосившаяся колокольня, которая стоит на острове», подсказала ему идею картины (через сорок дней после смерти режиссёра, 27 июня 2013 года, строение обрушилось). Сценарий фильма традиционно написал сам режиссёр, оператором-постановщиком выступил Александр Симонов, работавший на всех поздних проектах Балабанова, начиная с ленты «Груз 200». В главных ролях были задействованы непрофессиональные актёры Юрий Матвеев и Александр Мосин, ранее снимавшиеся в «Кочегаре» и «Морфии», и рок-музыкант Олег Гаркуша из группы «АукцЫон». Кроме того, одного из второстепенных героев — режиссёра, члена Европейской киноакадемии — сыграл, что для него было весьма нетипично, сам Балабанов; с момента, когда он сыграл смерть своего героя, отвергнутого Колокольней счастья, до реальной смерти Балабанова прошло меньше года.
Изначально на роль Музыканта был приглашён Вячеслав Бутусов, потом Глеб Самойлов и Сергей Чиграков. В конце концов Балабанов утвердил Леонида Фёдорова, но из-за стечения разных обстоятельств Фёдоров сниматься не смог, и буквально за несколько дней до съёмок Балабанов пригласил Гаркушу.
Отвечая на вопрос о жанре фильма, продюсер Сергей Сельянов провёл параллели с «Островом» Павла Лунгина, отметив, тем не менее, что их проект совершенно другой: «Это живая история про главное, что есть в человеке, про его потаённое желание счастья для решения своей жизни в каком-то высшем и позитивном ключе. Жанр действительно определить трудно, назвать его мистическим не очень правильно, назвать просто роуд-муви сложно, назвать его притчей — скучно». Фильм имеет некоторое сюжетное сходство с картиной Андрея Тарковского «Сталкер» (1979).

## Саундтрек
| Песня               | Исполнитель    |
| ------------------- | -------------- |
| «Голова-Нога»       | АукцЫон        |
| «Весна»             | Леонид Фёдоров |
| «Тетрадь»           | Леонид Фёдоров |
| «Зимы не будет — 1» | АукцЫон        |
| «Жи Доголонога — 2» | АукцЫон        |
| «Душа»              | Леонид Фёдоров |
| «Зимы не будет — 2» | АукцЫон        |
| «Элегия»            | Леонид Фёдоров |

## Фестивальная и прокатная судьба
Фильм «Я тоже хочу» был впервые показан 6 сентября 2012 года на 69-м Венецианском кинофестивале в программе «Горизонты». Российская премьера состоялась 26 сентября 2012 года в рамках Санкт-Петербургского международного кинофестиваля. 12 декабря 2012 года на открытии фестиваля «Зимняя эйфория» в кинотеатре «Ролан» прошла московская премьера фильма, и на следующий день он вышел в российский прокат на 128 копиях. Картина привлекла в кинотеатры около 30 тысяч зрителей, кассовые сборы составили 6,9 млн рублей.
В мае 2013 года фильм получил Приз «За лучшую режиссуру» и Приз прессы на XXI кинофестивале «Виват кино России!» в Санкт-Петербурге.
Картина отмечена призом кинопрессы имени Ирины Шиловой на XXI Открытом фестивале кино стран СНГ, Латвии, Литвы и Эстонии «Киношок», наградой за лучший сценарий и призом зрительских симпатий на Международном кинофестивале «Завтра», а также премией за лучшую режиссуру «Золотой Ангел» Санкт-Петербургского международного кинофестиваля.
В 2013 году Алексей Балабанов был номинирован на премию «Ника» как лучший режиссёр.

## Кинокритика о фильме
Кандидат философских наук Татьяна Семёнова и доктор культурологии Мария Ерохина считают, что путешествие в поисках мистической Колокольни, которая «забирает» людей куда-то, где есть Счастье, является современными преломлением темы русского странничества. Само оно — форма духовного поиска — поиска смысла человеческой жизни, правды или Бога. По мнению исследователей, мотив странничества в кино носит в современной России пессимистичный и эсхатологический характер, свидетельством чего является фильм Алексея Балабанова.